# Devět kapitol matematického umění

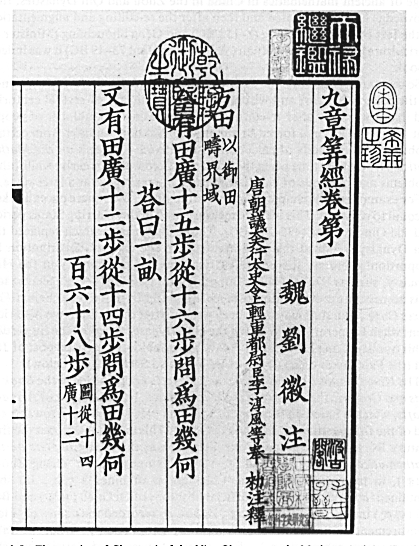
Ukázka z knihy

Matematika v devíti kapitolách neboli Devět kapitol matematického umění (čínsky v českém přepisu Ťiou-čang suan-šu, pchin-jinem Jiǔzhāng Suànshù, znaky zjednodušené 九章算术, tradiční 九章算術) je čínská matematická kniha tvořená v 10.–2. století před naším letopočtem a dokončená v 2. století našeho letopočtu. Jedná se o jeden z nejstarších dochovaných čínských matematických textů, starší jsou Suan šu šu (202–186 př. n. l.) a Čou Pi Suan Ťing (od dynastie Chan do 2. století našeho letopočtu).
Na rozdíl od soudobých matematiků starověkého Řecka, kteří tíhli k budování systémů založených na axiomech, se Devět kapitol věnuje pouze řešení problémů. Jednotlivé položky knihy se tak obvykle skládají ze tří částí, z formulace problému, z jeho vyřešení a z výkladu řešení. Jejich prvním důležitým komentátorem byl matematik třetího století Liou Chuej, jehož analýza textu z roku 263 sice neposkytuje formální důkazy podobné Eukleidovým Základům, nicméně přesvědčivě objasňuje správnost metod a poskytuje nám nejautentičtější dobový vhled na dílo.